# Gloria Koussihouede
Gloria Koussihouede (* 4. April 1987 in Porto-Novo) ist eine beninische Schwimmerin.

## Erfolge
Bei den Olympischen Sommerspielen 2004 gehörte Koussihouede zum vierköpfigen Team Benins. Auch bei den Olympischen Sommerspielen 2008 war sie einer der beninischen Teilnehmer. In Athen 2004 trat sie über 50 m Freistil an (Rang 50) und in Peking 2008 über 100 m Freistil (Rang 87).